# Front d'Alliberament Issa i Gurgura
El Front d'Alliberament Issa i Gurgura (Issa i Gurgura Liberation Front IGLF) fou un moviment polític i militar a Etiòpia oriental, dirigit per Riyaale Ahmed. El IGLF es basava en els clans d'Issa i Gurgura d'Hararghe del nord i regió de Dire Dawa, i va sorgir inicialment el 1988 d'una branca de la III Divisió del Front d'Alliberament de Somàlia Occidental (WSLF).
Durant el seu període inicial d'existència, els seus membres armats topaven moltes vegades amb el Moviment Nacional Somali al llarg de la frontera de Somàlia amb Etiòpia. A partir de 1992 el IGLF va combatre contra el Front Democràtic Revolucionari Popular Etíop i es va dedicar a atacar el ferrocarril d'Addis Abeba a Djibouti; però aviat es va reconciliar amb el govern i des de 1993 va participar en el govern provisional de la regió Somali junt amb el Front Nacional d'Alliberament de l'Ogaden (la regió fou formalment constituïda el 1995 i reconeguda per la nova constitució). Mahdi Ahmed va esdevenir secretari general del govern regional. El 1994 quan es va constituir la Lliga Democràtica Somali Etiòpica fou un dels partits que la van integrar.